# Ледюк (муніципальний район)
Графство Ледюк (англ. Leduc County) — муніципальний район в Канаді, у провінції Альберта.

## Населення
За даними перепису 2016 року, муніципальний район нараховував 13780 жителів, показавши зростання на 2,1%, порівняно з 2011-м роком. Середня густина населення становила 5,3 осіб/км².
З офіційних мов обидвома одночасно володіли 810 жителів, тільки англійською — 12 950, тільки французькою — 5, а 20 — жодною з них. Усього 1,150 осіб вважали рідною мовою не одну з офіційних, з них 15 — одну з корінних мов, а 100 — українську.
Працездатне населення становило 73,4% усього населення, рівень безробіття — 7,6% (9,1% серед чоловіків та 5,3% серед жінок). 74,2% були найманими працівниками, 25,1% — самозайнятими.
Середній дохід на особу становив $63 356 (медіана $43 067), при цьому для чоловіків — $82 405, а для жінок $42 476 (медіани — $58 675 та $30 938 відповідно).
29,4% мешканців мали закінчену шкільну освіту, не мали закінченої шкільної освіти — 20%, 50,7% мали післяшкільну освіту, з яких 25,5% мали диплом бакалавра, або вищий, 60 осіб мали вчений ступінь.
| Статево-вікова структура населення | Статево-вікова структура населення | Статево-вікова структура населення | Статево-вікова структура населення | Статево-вікова структура населення |
| ---------------------------------- | ---------------------------------- | ---------------------------------- | ---------------------------------- | ---------------------------------- |
|                                    |                                    |                                    |                                    |                                    |
| Всього                             | Всього                             | 52,1%47,9%                         |                                    |                                    |
| 0 — 14 років                       | 0 — 14 років                       |                                    | 18,6%                              | 18,6%                              |
| 15 — 64 років                      | 15 — 64 років                      |                                    | 67%                                | 67%                                |
| 65 і більше                        | 65 і більше                        |                                    | 14,4%                              | 14,4%                              |
| 85 і більше                        | 85 і більше                        |                                    | 0,9%                               | 0,9%                               |
| Середній вік (років)               | Середній вік (років)               | 40,540,1                           | 40,3                               | 40,3                               |
| Медіана (років)                    | Медіана (років)                    | 42,742,0                           | 42,3                               | 42,3                               |
| — чоловіки — жінки                 |                                    |                                    |                                    |                                    |

| Походження мешканців:     | Походження мешканців:     | Походження мешканців: | Походження мешканців: | Походження мешканців: |
| ------------------------- | ------------------------- | --------------------- | --------------------- | --------------------- |
| Походження                |                           |                       | осіб                  | %                     |
| Корінні американці        | Корінні американці        |                       | 770                   | 5.62%                 |
| Інше північноамериканське | Інше північноамериканське |                       | 3 685                 | 26.91%                |
| Європейське               | Європейське               |                       | 11 655                | 85.1%                 |
| британське                | британське                |                       | 6 040                 | 44.1%                 |
| французьке                | французьке                |                       | 1 685                 | 12.3%                 |
| українське                | українське                |                       | 2 535                 | 18.51%                |
| Карибське                 | Карибське                 |                       | 40                    | 0.29%                 |
| Латинськоамериканське     | Латинськоамериканське     |                       | 100                   | 0.73%                 |
| Африканське               | Африканське               |                       | 40                    | 0.29%                 |
| Азійське                  | Азійське                  |                       | 255                   | 1.86%                 |
| Океанійське               | Океанійське               |                       | 75                    | 0.55%                 |

| Зайнятість населення за галузями (за класифікацією NOC): | Зайнятість населення за галузями (за класифікацією NOC): | Зайнятість населення за галузями (за класифікацією NOC): | Зайнятість населення за галузями (за класифікацією NOC): | Зайнятість населення за галузями (за класифікацією NOC): |
| -------------------------------------------------------- | -------------------------------------------------------- | -------------------------------------------------------- | -------------------------------------------------------- | -------------------------------------------------------- |
|                                                          |                                                          |                                                          |                                                          |                                                          |
| Управління                                               | Управління                                               |                                                          | 19,6%                                                    | 19,6%                                                    |
| Бізнес, фінанси та адміністрування                       | Бізнес, фінанси та адміністрування                       |                                                          | 14,2%                                                    | 14,2%                                                    |
| Природничі та прикладні науки                            | Природничі та прикладні науки                            |                                                          | 5,2%                                                     | 5,2%                                                     |
| Охорона здоров'я                                         | Охорона здоров'я                                         |                                                          | 4,6%                                                     | 4,6%                                                     |
| Освіта, правозахист, муніципальні та урядові служби      | Освіта, правозахист, муніципальні та урядові служби      |                                                          | 7,2%                                                     | 7,2%                                                     |
| Мистецтво, культура, відпочинок та спорт                 | Мистецтво, культура, відпочинок та спорт                 |                                                          | 1,7%                                                     | 1,7%                                                     |
| Роздрібна торгівля та послуги                            | Роздрібна торгівля та послуги                            |                                                          | 14%                                                      | 14%                                                      |
| Гуртова торгівля, транспорт та обладнання                | Гуртова торгівля, транспорт та обладнання                |                                                          | 23%                                                      | 23%                                                      |
| Природні ресурси, сільське господарство                  | Природні ресурси, сільське господарство                  |                                                          | 7,8%                                                     | 7,8%                                                     |
| Виробництво                                              | Виробництво                                              |                                                          | 2,8%                                                     | 2,8%                                                     |

## Населені пункти
До складу муніципального району входять місто Ледюк, містечка Келмер, Девон, Бомонт, села Торсбі, Варбурґ, літні села Санденс-Біч, Ітаска-Біч, Ґолден-Дейс, а також хутори, інші малі населені пункти та розосереджені поселення.

## Клімат
Середня річна температура становить 2,7°C, середня максимальна – 21,5°C, а середня мінімальна – -20,5°C. Середня річна кількість опадів – 488 мм.
| Клімат поселення                              | Клімат поселення | Клімат поселення | Клімат поселення | Клімат поселення | Клімат поселення | Клімат поселення | Клімат поселення | Клімат поселення | Клімат поселення | Клімат поселення | Клімат поселення | Клімат поселення | Клімат поселення |
| Показник                                      | Січ.             | Лют.             | Бер.             | Квіт.            | Трав.            | Черв.            | Лип.             | Серп.            | Вер.             | Жовт.            | Лист.            | Груд.            |                  |
| Середній максимум, °C                         | −7,49            | −3,6             | 1,98             | 10,58            | 17,07            | 21,02            | 21,47            | 20,84            | 15,71            | 10,08            | 0,46             | −5,92            |                  |
| Середня температура, °C                       | −13,97           | −10,08           | −4,52            | 4,10             | 10,58            | 14,54            | 16,37            | 15,75            | 10,61            | 5,00             | −4,63            | −11,02           |                  |
| Середній мінімум, °C                          | −20,45           | −16,56           | −10,99           | −2,39            | 4,10             | 8,06             | 11,26            | 10,65            | 5,52             | −0,11            | −9,73            | −16,12           |                  |
| Норма опадів, мм                              | 23               | 14               | 19               | 26               | 51               | 86               | 97               | 68               | 45               | 22               | 19               | 18               |                  |
| Середньомісячна швидкість вітру, м/с          | 3.16             | 3.20             | 3.40             | 3.66             | 3.70             | 3.30             | 3.00             | 2.90             | 3.10             | 3.32             | 3.30             | 3.20             |                  |
| Середньомісячна сонячна радіація, кДж/м²·день | 3448             | 6932             | 12066            | 17280            | 20356            | 21959            | 22228            | 18620            | 12683            | 7531             | 3809             | 2500             |                  |
| --------------------------------------------- | ---------------- | ---------------- | ---------------- | ---------------- | ---------------- | ---------------- | ---------------- | ---------------- | ---------------- | ---------------- | ---------------- | ---------------- | ---------------- |
| Джерело:                                      |                  |                  |                  |                  |                  |                  |                  |                  |                  |                  |                  |                  |                  |